# تآثروم

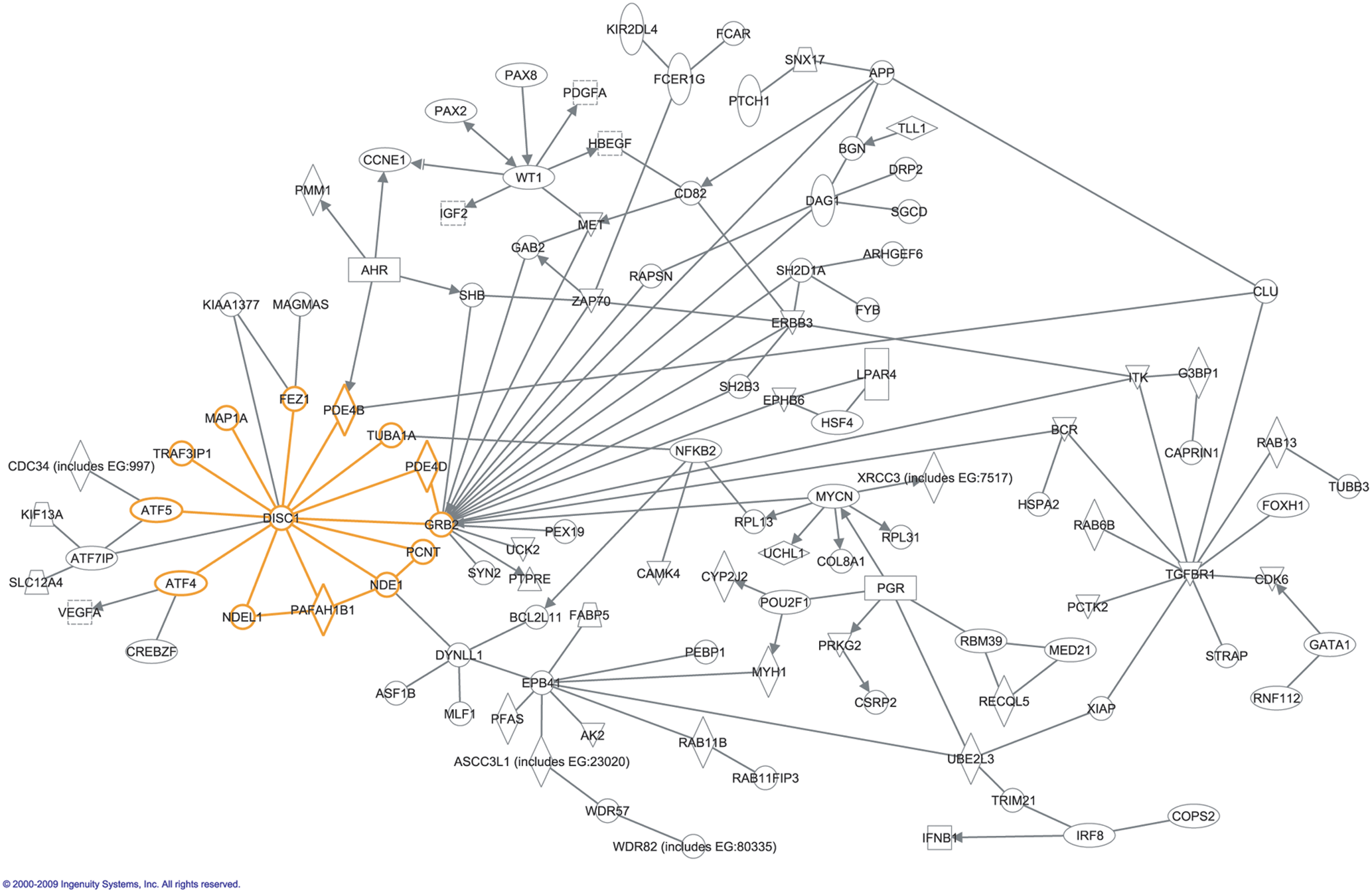
جزء من تآثروم الجين DISC1 (100 من 528 جين)، أسماء الجينات تحيط بها إطارات والتآثرات ممثلة بخطوط بين الجينات. من هانا وبورتيوس 2009.

التآثروم (بالإنجليزية: Interactome)‏ في علم الأحياء الجزيئي هو جميع التآثرات في خلية معينة، ويشير المصطلح بشكل خاص إلى التآثرات الفيزيائية بين الجزيئات (مثل التآثرات بين البروتينات والتي تعرف بتآثرات البروتين-بروتين، أو بين جزيئات صغيرة والبروتينات) لكن يمكن أن يشمل كذلك مجموعة التآثرات غير المباشرة بين الجينات (التآثرات الجينية). التآثرومات المبنية على تآثرات البروتين بروتين يجب أن تُلحَق ببروتيوم الأجناس ذات الصلة بها وذلك في سبيل توفير منظر عام ("أوميكس") لجميع التآثرات الجزيئية الممكنة التي يمكن للبروتين القيام بها.
تمت صياغة المصطلح «إنتراكتوم» سنة 1999 بواسطة مجموعة من العلماء الفرنسيين يقودهم برنارد جاك.
 رياضيا، يمكن تمثيل التآثرومات برسوم بيانية، ورغم إمكانية وصف التآثرومات بأنها شبكات بيولوجية، إلا أنه لا يجب خلطها مع شبكات أخرى مثل الشبكات العصبية أو الشبكات الغذائية.